# Pierre Cogan
Pierre Cogan (Auray, 10 de gener de 1914 - Auray, 5 de gener de 2013). va ser un ciclista francès que fou professional entre 1935 i 1951. Durant aquests anys aconseguí 20 victòries, destacant el Gran Premi de Plouay de 1936.
El seu germà Joseph també fou ciclista professional.

## Palmarès
- 1935
  - 1r del Circuit de Bocage Vendéen
- 1936
  - 1r del Gran Premi de Plouay
  - 1r de la Nantes-Saint Nazaire-Nantes
  - 1r del Circuit de Bocage de Bressuire
  - 1r del Circuit dels Deux Sèvres i una victòria d'etapa
  - Vencedor d'una etapa de la París-Niça
- 1937
  - 1r al Gran Premi de les Nacions
  - 1r del Circuit de l'Aulne
  - 1r del Premi d'Auch
  - Vencedor d'una etapa del Circuit del Sud-oest
- 1938
  - Campió de França militar
  - 1r del Circuit de l'Aulne
  - 1r del Premi de Valognes
- 1941
  - 1r del Premi d'Andrezieux
- 1942
  - 1r de la cursa de la cota de Mont-Faron
- 1943
  - 1r de la Vichy-Limoges
- 1945
  - 1r de la Saint Etienne-Montluçon
- 1946
  - 1r del Circuit de les Landes de Lauvaux
- 1949
  - Vencedor d'una etapa del Critèrium del Dauphiné Libéré

### Resultats al Tour de França
- 1935. 11è de la classificació general
- 1936. 16è de la classificació general
- 1947. 12è de la classificació general
- 1948. Abandona (12a etapa)
- 1949. 10è de la classificació general
- 1950. 7è de la classificació general
- 1951. 19è de la classificació general